# ワシントン海軍軍縮条約での各国保有艦艇一覧
1921年11月11日から1922年2月6日までアメリカ合衆国のワシントンD.C.で開催された「ワシントン会議」で採択されたワシントン海軍軍縮条約では、アメリカ、イギリス、日本、フランス、イタリアの主力艦・航空母艦等の保有の制限が取り決められた。
ここで主力艦の定義とは「航空母艦以外の基準排水量10,000トンを超える軍艦または口径20.3cm以上の砲を装備する軍艦」を言う。
本項は条約締結の結果変更となった各国の保有艦艇（空母については条約締結当時建造中の物をふくむ）と処分艦艇について一覧にしたものである。

## アメリカ合衆国

### 主力艦
- フロリダ級（フロリダ、ユタ）
- ワイオミング級（ワイオミング、アーカンソー）
- ニューヨーク級（ニューヨーク、テキサス）
- ネバダ級（ネバダ、オクラホマ）
- ペンシルベニア級（ペンシルベニア、アリゾナ）
- ニューメキシコ級（ニューメキシコ、ミシシッピ、アイダホ）
- テネシー級（テネシー、カリフォルニア）
- コロラド級（コロラド、メリーランド、ウェストバージニア）

### 航空母艦
- ラングレー
- レキシントン級（レキシントン、サラトガ）：未成巡洋戦艦を改装

### 廃棄・建造中止艦艇
- ワシントン
- サウスダコタ級（サウスダコタ、インディアナ、モンタナ、ノースカロライナ、アイオワ、マサチューセッツ）
- レキシントン級（コンステレーション、レンジャー、コンスティテューション、ユナイテッド・ステーツ）

## 日本

### 主力艦
- 金剛型（金剛、比叡、霧島、榛名）
- 扶桑型（扶桑、山城）
- 伊勢型（伊勢、日向）
- 長門型（長門、陸奥）

### 航空母艦
- 鳳翔
- 天城：未成巡洋戦艦を改装
- 赤城：未成巡洋戦艦を改装

※関東大震災で天城が大破・修理不能となったため、加賀が代わりに改装された。

### 廃棄・建造中止艦艇
- 加賀型（加賀、土佐 ）
- 天城型（愛宕、高雄）
- 紀伊型（紀伊、尾張、11号艦（駿河）、12号艦（近江））
- 十三号型（13号艦、14号艦、15号艦、16号艦）

## イギリス

### 主力艦
・アイアンデューク級（アイアン・デューク、ベンボウ、エンペラーオブインディア、マールバラ）
- クイーン・エリザベス級（クイーン・エリザベス、ウォースパイト、バーラム、ヴァリアント、マレーヤ）
- リヴェンジ級（リヴェンジ、レゾリューション、ラミリーズ、ロイヤル・サブリン、ロイヤル・オーク）
- タイガー
- レナウン級（レナウン、レパルス）
- フッド
- ネルソン級（ネルソン、ロドニー）：日本に陸奥の保有を認めるのと引き替えに新規建造が認められた。

### 航空母艦
- フューリアス
- カレイジャス：巡洋戦艦を改装
- グローリアス：巡洋戦艦を改装
- アーガス
- イーグル
- ハーミーズ

### 廃棄艦艇
- インコンパラブル

## フランス

### 主力艦
- クールベ級（クールベ、フランス、ジャン・バール 、パリ）
- プロヴァンス級（プロヴァンス、ブルターニュ、ロレーヌ ）

### 航空母艦
- ベアルン

## 主力艦の一覧
| 国名     | 陸奥対抗艦就役まで 保有許可    | 準弩級戦艦                 | 弩級戦艦                 | 超弩級戦艦                   | 巡洋戦艦   | 建造許可された 陸奥対抗艦     |
| -------- | ------------------------------ | -------------------------- | ------------------------ | ---------------------------- | ---------- | ----------------------------- |
| アメリカ | デラウェア (1923退役)          | すべて廃棄                 | フロリダ                 | ニューヨーク                 | 未完成放棄 | コロラド (1923就役)           |
| アメリカ | ノースダコタ (1923退役)        |                            | ユタ                     | テキサス                     |            | ウェストバージニア (1923就役) |
| アメリカ |                                |                            | ワイオミング             | ネバダ                       |            |                               |
| アメリカ |                                |                            | アーカンソー             | オクラホマ                   |            |                               |
| アメリカ |                                |                            | ペンシルベニア           |                              |            |                               |
| アメリカ |                                |                            | アリゾナ                 |                              |            |                               |
| アメリカ |                                |                            | ニューメキシコ           |                              |            |                               |
| アメリカ |                                |                            | ミシシッピ               |                              |            |                               |
| アメリカ |                                |                            | アイダホ                 |                              |            |                               |
| アメリカ |                                |                            | テネシー                 |                              |            |                               |
| アメリカ |                                |                            | カリフォルニア           |                              |            |                               |
| アメリカ |                                |                            | メリーランド             |                              |            |                               |
| イギリス | サンダラー (1926除籍)          | すべて廃棄                 | すべて廃棄               | アイアン・デューク           | タイガー   | ネルソン (1927就役)           |
| イギリス | キング・ジョージ5世 (1926除籍) |                            |                          | マールバラ                   | レナウン   | ロドニー (1927就役)           |
| イギリス | センチュリオン (1926標的艦)    |                            |                          | ベンボウ                     | レパルス   |                               |
| イギリス | エイジャックス (1926除籍)      |                            |                          | エンペラー・オブ・インディア | フッド     |                               |
| イギリス |                                |                            | クイーン・エリザベス     |                              |            |                               |
| イギリス |                                |                            | ウォースパイト           |                              |            |                               |
| イギリス |                                |                            | バーラム                 |                              |            |                               |
| イギリス |                                |                            | ヴァリアント             |                              |            |                               |
| イギリス |                                |                            | マレーヤ                 |                              |            |                               |
| イギリス |                                |                            | リヴェンジ               |                              |            |                               |
| イギリス |                                |                            | レゾリューション         |                              |            |                               |
| イギリス |                                |                            | ラミリーズ               |                              |            |                               |
| イギリス |                                |                            | ロイヤル・サブリン       |                              |            |                               |
| イギリス |                                |                            | ロイヤル・オーク         |                              |            |                               |
| 日本     | なし                           | すべて廃棄                 | すべて廃棄               | 扶桑                         | 金剛       | なし                          |
| 日本     | なし                           |                            |                          | 山城                         | 比叡       |                               |
| 日本     | なし                           |                            |                          | 伊勢                         | 霧島       |                               |
| 日本     | なし                           |                            |                          | 日向                         | 榛名       |                               |
| 日本     | なし                           | 長門                       |                          |                              |            |                               |
| 日本     | なし                           | 陸奥                       |                          |                              |            |                               |
| フランス | なし                           | ヴォルテール               | クールベ                 | プロヴァンス                 | なし       | なし                          |
| フランス | なし                           | ディドロ                   | ジャン・バール           | ブルターニュ                 |            |                               |
| フランス | なし                           | コンドルセ                 | フランス                 | ロレーヌ                     |            |                               |
| フランス | なし                           | パリ                       |                          |                              |            |                               |
| イタリア | なし                           | レジナ・エレナ             | ダンテ・アリギエーリ     | 未完成放棄                   | なし       | なし                          |
| イタリア | なし                           | ヴィットリオ・エマヌエーレ | コンテ・ディ・カブール   |                              |            |                               |
| イタリア | なし                           | ナポリ                     | ジュリオ・チェザーレ     |                              |            |                               |
| イタリア | なし                           | ローマ                     | レオナルド・ダ・ヴィンチ |                              |            |                               |
| イタリア | なし                           | カイオ・ドゥイリオ         |                          |                              |            |                               |
| イタリア | なし                           | アンドレア・ドリア         |                          |                              |            |                               |

- 日本
  - 金剛型は1924～31年の第一次改装で重装甲化・減速化し、1931年以後は巡洋戦艦から戦艦・練習戦艦に類別変更している。
- フランス
  - クールベとバールの計2隻は、条約明け以後も練習艦としての保有が認められた。
  - フランスは条約締結直後の1922年8月に座礁事故を起こし、喪失した。
- イタリア
  - R.エレナ級4隻は条約明けを待たず退役。エレナとエマヌエレは1923年、ナポリは1926年、ローマは1927年除籍。
  - ダンテとカブール級1隻の計2隻は、条約明け以後も練習艦としての保有が認められたが、ダンテは退役した。
  - ダ・ヴィンチは1916年に爆沈し、1919年に浮揚したものの、復旧工事が実施されず、1923年に除籍解体された。

## 航空母艦の一覧
| 国名     | 1921→31年の 保有数            | 条約締結以前に 既存                       | 廃棄対象未完成巡洋戦艦より 改造         | 廃棄対象未完成戦艦より 改造         | ロンドン条約締結までに 新造         |
| -------- | ----------------------------- | ----------------------------------------- | --------------------------------------- | ----------------------------------- | ----------------------------------- |
| アメリカ | 1→3                           | ラングレー (1922年既成給炭艦改造)         | レキシントン (1927年レキシントン級改造) | なし                                | なし                                |
| アメリカ |                               | サラトガ (1927年レキシントン級改造)       |                                         |                                     |                                     |
| イギリス | 4→6                           | フューリアス (1917年既成巡洋艦改造)       | なし                                    | なし                                | ハーミーズ (1924年新造)             |
| イギリス |                               | アーガス (1918年未成客船改造)             |                                         |                                     | カレイジャス (1928年既成巡洋艦改造) |
| イギリス |                               | ヴィンディクティヴ (1918年未成巡洋艦改造) |                                         |                                     | グローリアス (1930年未成巡洋艦改造) |
| イギリス | イーグル (1920年未成戦艦改造) |                                           |                                         |                                     |                                     |
| 日本     | 1→3                           | 鳳翔 (1921年新造)                         | 赤城 (1927年天城型改造)                 | 加賀 (1928年加賀型改造)             | なし                                |
| フランス | 0→1                           | なし                                      | なし                                    | ベアルン (1927年ノルマンディ級改造) | なし                                |
| イタリア | 0→0                           | なし                                      | なし                                    | なし                                | なし                                |

- ヴィンディクティヴは1924年に軽巡洋艦へ復帰している。
- イーグルはチリ海軍向けにイギリスで建造した戦艦アルミランテ・コクレンを購入し改造したもの。
- 天城は航空母艦改造中に関東大震災で被災し放棄。代艦として加賀を転用。

## 未完成主力艦の去就の一覧
| 国名     | 陸奥対抗主力艦として 就役                     | 航空母艦として 就役                         | 進水に至ったものの 廃棄処分                           | 進水に至らず 廃棄処分                           |
| -------- | --------------------------------------------- | ------------------------------------------- | ----------------------------------------------------- | ----------------------------------------------- |
| アメリカ | コロラド （コロラド級、1923年就役）           | レキシントン （レキシントン級、1927年就役） | ワシントン （コロラド級、1924年標的処分）             | サウスダコタ （サウスダコタ級、1923年売却）     |
| アメリカ | ウェストバージニア （コロラド級、1923年就役） | サラトガ （レキシントン級、1927年就役）     | コンステレーション （レキシントン級、1923年売却）     | インディアナ （サウスダコタ級、1923年売却）     |
| アメリカ |                                               |                                             | レンジャー （レキシントン級、1923年売却）             | モンタナ （サウスダコタ級、1923年売却）         |
| アメリカ |                                               |                                             | コンスティチューション （レキシントン級、1923年解体） | ノースカロライナ （サウスダコタ級、1923年売却） |
| アメリカ |                                               |                                             | ユナイテッド・ステーツ （レキシントン級、1923年売却） | アイオワ （サウスダコタ級、1923年売却）         |
| アメリカ |                                               |                                             | マサチューセッツ （サウスダコタ級、1923年売却）       |                                                 |
| イギリス | なし                                          | なし                                        | なし                                                  | なし                                            |
| 日本     | なし                                          | 赤城 （天城型、1927年就役）                 | 天城 （天城型、1923年解体）                           | 愛宕 （天城型、1925年解体）                     |
| 日本     | なし                                          | 加賀 （加賀型、1928年就役）                 | 土佐 （加賀型、1925年標的処分）                       | 高雄 （天城型、1925年解体）                     |
| フランス | なし                                          | ベアルン （ノルマンディ級、1927年就役）     | ノルマンディ （ノルマンディ級、1924年解体）           | なし                                            |
| フランス | なし                                          | フランドル （ノルマンディ級、1924年解体）   |                                                       |                                                 |
| フランス | なし                                          | ガスコーニュ （ノルマンディ級、1924年解体） |                                                       |                                                 |
| フランス | なし                                          | ラングドック （ノルマンディ級、1929年解体） |                                                       |                                                 |
| イタリア | なし                                          | なし                                        | なし                                                  | なし                                            |

- イギリスのN3型戦艦4隻・G3型巡洋戦艦は未発注。
- ネルソン級は会議内で新造が認められたため、工事凍結艦には含まれない。
- 日本の紀伊型戦艦・十三号型巡洋戦艦は未発注。
- 天城は航空母艦改造中に関東大震災で被災し放棄。代艦として加賀を転用。
- イタリアのフランチェスコ・カラッチョロは1920年に進水したが、同年に廃棄済み。